# Barranc de Comaltes
El Barranc de Comalesbienes és un barranc que discorre dins del terme municipal de la Vall de Boí, a la comarca de l'Alta Ribagorça, i dins la zona perifèrica del Parc Nacional d'Aigüestortes i Estany de Sant Maurici.
És afluent per l'esquerra de la Noguera de Tor. Té el naixement a 2.674 metres, al sud dels Pics de Comaltes i dins Comaltes. El seu curs discorre cap a l'oest; fins a desaiguar a la Noguera de Tor, a 1.491 metres d'altitud, uns 100 metres al sud-est del punt d'informació que hi ha a l'entrada al parc per Cavallers.